# Đại hội Thể thao Đông Nam Á 2001
Đại hội Thể thao Đông Nam Á 2001 (tiếng Mã Lai: Sukan Asia Tenggara 2001), tên gọi chính thức là Đại hội Thể thao Đông Nam Á lần thứ 21, là sự kiện thể thao đa môn của khu vực Đông Nam Á được tổ chức tại Kuala Lumpur, Malaysia. Đây là lần thứ năm Malaysia đăng cai SEA Games, sau các kỳ năm 1965, 1971, 1977 và 1989, tất cả đều diễn ra tại Kuala Lumpur.
Đại hội được tổ chức từ ngày 8 đến 17 tháng 9 năm 2001 (mặc dù một số môn thi đấu đã bắt đầu từ ngày 1 tháng 9). Đây cũng là kỳ SEA Games đầu tiên diễn ra trong thiên niên kỷ mới. Khoảng 4.165 vận động viên đã tham gia tranh tài tại Kuala Lumpur với 391 nội dung thuộc 32 môn thể thao. Buổi lễ khai mạc được cử hành tại Sân vận động Quốc gia Bukit Jalil, do Quốc vương Malaysia Salahuddin chủ trì.

Bảng tổng sắp huy chương chung cuộc được dẫn đầu bởi nước chủ nhà Malaysia, theo sau là Thái Lan và Indonesia. Trong suốt kỳ đại hội, nhiều kỷ lục quốc gia và kỷ lục đại hội đã bị phá vỡ. SEA Games 2001 được đánh giá là thành công với chất lượng chuyên môn ngày càng nâng cao giữa các quốc gia Đông Nam Á.

Si Tumas, một con sóc, đã được chọn làm linh vật của SEA Games 2001.

## Quốc gia tham dự
- Brunei (147)
- Campuchia (92)
- Indonesia (593)
- Lào (134)
- Malaysia (673) (Chủ nhà)
- Myanmar (359)
- Philippines (542)
- Singapore (497)
- Thái Lan (697)
- Việt Nam (431)

## Bảng tổng sắp huy chương
Tổng cộng có 1.280 huy chương được trao cho các vận động viên, bao gồm 392 huy chương vàng, 390 huy chương bạc và 498 huy chương đồng. Thành tích của nước chủ nhà Malaysia là tốt nhất từ trước đến nay trong lịch sử Đại hội Thể thao Đông Nam Á, giúp họ giành vị trí nhất toàn đoàn.
| Hạng                | Đoàn                | Vàng | Bạc | Đồng | Tổng số |
| ------------------- | ------------------- | ---- | --- | ---- | ------- |
| 1                   | Malaysia            | 111  | 75  | 85   | 271     |
| 2                   | Thái Lan            | 103  | 86  | 89   | 278     |
| 3                   | Indonesia           | 72   | 74  | 80   | 226     |
| 4                   | Việt Nam            | 33   | 35  | 64   | 132     |
| 5                   | Philippines         | 30   | 66  | 67   | 163     |
| 6                   | Singapore           | 22   | 31  | 42   | 95      |
| 7                   | Myanmar             | 19   | 14  | 53   | 86      |
| 8                   | Lào                 | 1    | 3   | 7    | 11      |
| 9                   | Campuchia           | 1    | 1   | 5    | 7       |
| 10                  | Brunei              | 0    | 5   | 6    | 11      |
| Tổng số (10 đơn vị) | Tổng số (10 đơn vị) | 392  | 390 | 498  | 1280    |

## Các môn thể thao
- Thể thao dưới nước
  -  Nhảy cầu (8) (chi tiết)

- -  Bơi lội (32) (chi tiết)

- -  Bơi nghệ thuật (2) (chi tiết)

- -  Bóng nước (1) (chi tiết)

- Bắn cung (4) (chi tiết)

- Điền kinh (46) (chi tiết)

- Cầu lông (7) (chi tiết)

- Bóng rổ (2) (chi tiết)

- Bi-a và snoker  (chi tiết)

- Bowling (12) (chi tiết)

- Quyền Anh (11) (chi tiết)

- Cue sports (10) (chi tiết)

- Xe đạp (20) (chi tiết)

- Đua ngựa (7) (chi tiết)

- Đấu kiếm (5) (chi tiết)

- Bóng đá (2) (chi tiết)

- Golf (4) (chi tiết)

- Thể dục dụng cụ (20) (chi tiết)

- Khúc côn cầu (2) (chi tiết)

- Judo (14) (chi tiết)

- Karate (19) (chi tiết)

- Lawn bowls (6) (chi tiết)

- Bóng lưới (1) (chi tiết)

- Pencak silat (21) (chi tiết)

- Bi sắt (6) (chi tiết)

- Chèo thuyền (8) (chi tiết)

- Thuyền buồm (13) (chi tiết)

- Cầu mây (3) (chi tiết)

- Bắn súng (36) (chi tiết)

- Bóng quần (4) (chi tiết)

- Bóng bàn (7) (chi tiết)

- Taekwondo (16) (chi tiết)

- Quần vợt (7) (chi tiết)

- Bóng chuyền (2) (chi tiết)

- Cử tạ (13) (chi tiết)

- Wushu (20) (chi tiết)